# Rauschwitz
Rauschwitz é um município da Alemanha localizado no distrito de Saale-Holzland, estado da Turíngia.
A Erfüllende Gemeinde (português: municipalidade representante ou executante) do município de Rauschwitz é a cidade de Eisenberg.